# Újezd pod Troskami
Újezd pod Troskami (en allemand : Aujest bei Groß Skal) est une commune du district de Jičín, dans la région de Hradec Králové, en Tchéquie. Sa population s'élevait à 330 habitants en 2022.

## Géographie
Újezd pod Troskami se trouve à 4 km au sud du centre de Rovensko pod Troskami, à 11 km au nord-ouest de Jičín, à 52 km au nord-ouest de Hradec Králové et à 76 km au nord-est de Prague.
La commune est limitée par Rovensko pod Troskami au nord, par Libuň à l'est et au sud-est, par Mladějov au sud-ouest, par Troskovice à l'ouest et par Ktová au nord-ouest.

## Histoire
La première mention écrite de la localité date de 1320.

## Patrimoine
L'église Saint-Jean-Baptiste fut reconstruite à la fin des années 1860, après un incendie.

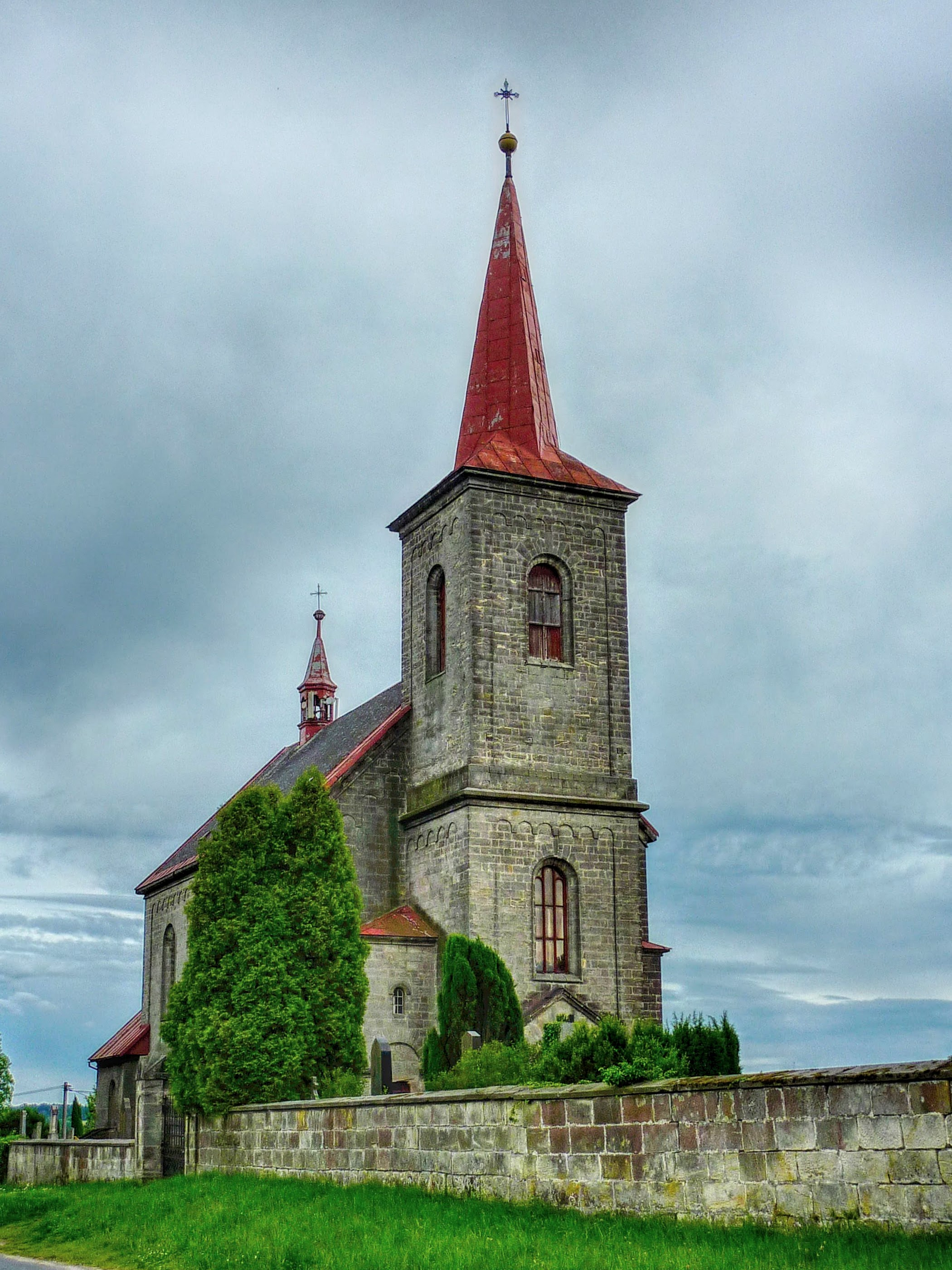
Église Saint-Jean-Baptiste.

## Transports
Par la route, Újezd pod Troskami se trouve à 12 km de Jičín, à 60 km de Hradec Králové et à 90 km de Prague. 